# 대한민국 민법 제474조
대한민국 민법 제474조는 영수증청구권에 대한 민법 채권법 조문이다.

## 조문
제474조(영수증청구권) 변제자는 변제를 받는 자에게 영수증을 청구할 수 있다.

第474條(領收證請求權) 辨濟者는 辨濟를 받는 者에게 領收證을 請求할 수 있다.

## 참고 문헌
- 오현수, 일본민법, 진원사, 2014. ISBN 9788963463452
- 오세경, 대법전, 법전출판사, 2014 ISBN 9788926210277
- 이준현 , LOGOS 민법 조문판례집, 미래가치, 2015. ISBN 9791155020869

## 같이 보기
- 영수증